# ゲッティンゲン交響楽団
ゲッティンゲン交響楽団（独: Göttinger Symphonie Orchester）は、ドイツ、ニーダーザクセン州の大学都市ゲッティンゲンを拠点とするオーケストラ。 

## 歴史
1862年の創立以来、 リヒャルト・シュトラウス、フェルッチョ・ブソーニ、マックス・レーガー 、オイゲン・ヨッフム、ゲオルク・ルートヴィヒ・ヨッフム、ゲオルク・ショルティ、ヴィルヘルム・ケンプ、ギドン・クレーメル、マルタ・アルゲリッチ、ハインリヒ・シフ、ルドルフ・ブッフビンダー、シモーネ・ケルメス、ディミトリ・アシュケナージ、ニクラス・リーペ、アルブレヒト・メンツェルなど、多くの音楽家たちがゲッティンゲン交響楽団に客演した。 
フランク・ペーター・ツィンマーマンは、2001年からオーケストラの名誉会員である。 
オーケストラのレパートリーは、 バロック音楽からコンテンポラリーまで、あらゆる時代と様式に対応し、現代のアーティストによる楽曲がしばしば初演される。 
ゲッティンゲン交響楽団は、年間100を超えるコンサートを行い、幅広いプログラムを聴衆に提供する。 ゲッティンゲンの文化にしっかりと根付きつつ、「ニーダーザクセン州の旅するオーケストラ」として、ニーダーザクセン州の音楽シーンの重要な位置を占めている。 ゲッティンゲン・ヘンデル音楽祭、ニーダーザクセン音楽祭 、ハルツブルク音楽祭、ヴァルケンリート回廊コンサート 、 ヴァイルブルク宮殿コンサートなどの音楽祭に定期的にゲストとして参加している。 
また、ドイツ各地および近隣諸国でもコンサートを行い、2017年には中国に演奏旅行も行った。 
ゲッティンゲン内外の幼稚園、学校、病院、老人ホームでのコンサートも行い、特に子供、若者、障害者、高齢者向けにゲネプロの公開も随時行う。 

## 歴代首席指揮者
- August Ferdinand Schmacht (1862–1886)
- Rudolph Bullerjahn (1886–1890)
- Eduard Gustav Wolschke (1890–1904)
- Walter Mundry (1904–1912)
- Phillip Werner (1913–1921)
- Heinz Schwier (1922–1932)
- Herbert Charlier (1932–1933)
- Hermann Henze (1933–1934)
- Fritz Volkmann (1934–1935)
- Hans Lenzer (1935–1936)
- Werner Ellinger (1936–1937)
- Mathieu Lange (1937–1943)
- Werner Bitter (1943–1946)
- フリッツ・レーマン (1946–1950)
- Günther Weißenborn (1950–1957)
- Béla Hollai (1957–1962)
- オトマール・マーガ (1962–1967)
- Andreas Lukácsy (1968–1974)
- フォルカー・シュミット＝ゲルテンバッハ (1968–1974 stellv. Chefdirigent)
- フォルカー・シュミット＝ゲルテンバッハ (1974–1989 Chefdirigent)
- Hermann Breuer (1982–1991 stellv. Chefdirigent)
- クリスティアン・シモニス (1990–2005)
- Christoph-Mathias Mueller (2005–2018)
- Nicholas Milton (ab 2018)

## ディスコグラフィー
- Kikta, Rubtsov, Eshpai: Russian oboe concertos. Maria Sournatcheva (Oboe), Christoph-Mathias Mueller. Musikproduktion Dabringhaus & Grimm, Detmold (2016)
- Ludwig van Beethoven: Egmont; op. 84. Schauspielmusik zu Goethes Trauerspiel. Sony Music Entertainment, München (2013)
- Max Bruch: Arminius, oratorio; op. 43. (Libretto: Joseph Cüppers). Cpo-Musikproduktion, Georgsmarienhütte (2009)
- Max Bruch: Scottish fantasy; op. 46. Sabrina Höpcker, Vahlde (2009)
- Flötenkonzerte in romantischer Zeit. Leuenhagen und Paris, Hannover; TIM The International Music Company (Vertrieb), Hamburg (2001), ISBN 3-923976-29-1
- Literatur und Musik. Göttinger Symphonie-Orchester, Göttingen (2000)
- Waltzes and quadrilles from Vienna. Naxos Deutschland, Unterhaching (2000)
- Komponisten in Niedersachsen. Vol. 1 + 2. Thorofon, Wedemark (2000)
- Jean Françaix:  L’apocalypse selon St. Jean. Schott Wergo Music Media, Mainz (1998)
- Johannes Brahms: Ein deutsches Requiem. Norbert Ehl, Wolfhagen (1985)
- Franz Schubert: Messe Es-Dur. Hannoversche Chorgemeinschaft, Hannover (1983)

## 書籍
- Burkhard Egdorf, unter Mitarb. von Michael Schäfer: Von der Stadtkapelle zum Göttinger Symphonie-Orchester – 125 Jahre Symphonische Orchester in Göttingen. Göttinger Symphonie Orchester (Hrsg.), Göttingen (1987)
- 140 Jahre Göttinger Symphonie Orchester: 50 Jahre Verein zur Förderung des Göttinger Symphonie Orchesters; Jubiläumssaison, Spielzeit 2001/2002. Geschäftsstelle des Göttinger Symphonie Orchesters, Göttingen (2001)